# Oreopanax mutisianus
Oreopanax mutisianus là một loài thực vật có hoa trong Họ Cuồng cuồng. Loài này được (Kunth) Decne. & Planch. mô tả khoa học đầu tiên năm 1854.